# To Sir, with love (película)
To Sir, with love (Rebelión en las aulas en España, Al maestro con cariño en Hispanoamérica) es una película británica de 1967 dirigida por James Clavell y protagonizada por Sidney Poitier. Está basada en la novela To Sir, with love de E.R. Braithwaithe. El argumento se desarrolla en torno a las relaciones sociales e interraciales en una escuela pública de un barrio de clase baja del East End de Londres. 
La canción principal de la película, "To sir, with love", interpretada por la cantante Lulu, alcanzó el número 1 de las carteleras musicales estadounidenses, y fue considerada "Canción del año" según la revista Billboard de 1967, además la película ocupa el puesto 27 de la lista de Entertainment Weekly 50 Best High School Movies.
Una secuela para televisión, To Sir, with Love II, dirigida por Peter Bogdanovich, fue estrenada en 1996, con Sidney Poitier retomando su papel protagónico. Sin embargo, tuvo un éxito significativamente menor.

## Sinopsis
Un ingeniero de raza negra sin empleo, llamado Mark Thackeray, encuentra trabajo como profesor de un grupo de estudiantes conflictivos en una escuela de las afueras de Londres. Pero detrás de la ruda y grosera apariencia de sus alumnos no hay malos sentimientos. Al principio Mark intenta ganarse su confianza utilizando métodos tradicionales, pero el fracaso es tal que no duda en buscar nuevas estrategias educativas.

## Reparto
- Sidney Poitier es Mark Thackeray.
- Christian Roberts es Bert Denham.
- Judy Geeson es Pamela Dare.
- Suzy Kendall es Gillian Blanchard.
- Ann Bell es Mrs. Dare
- Lulu es Barbara "Babs" Pegg.
- Geoffrey Bayldon es Theo Weston.
- Faith Brook es Grace Evans.
- Patricia Routledge es Clinty Clintridge.
- Chris Chittell es Potter.
- Adrienne Posta es Moira Joseph.
- Rita Webb es Mrs. Joseph
- Marianne Stone es Gert.

## Recepción
Tras su lanzamiento en Estados Unidos, el periodista Bosley Crowter compara el performance de Sidney Poitier en esta película con su actuación en su película anterior (Semilla de maldad, 1955), sobre ello escribe "un agradable aire de nobleza impregna esta película a color, y el señor Poitier da un pintoresco ejemplo de cómo apropiadamente se coloca la otra mejilla. A pesar de que se autocontrola con dificultad en los enfrentamientos con su clase, e incluso se enfada en una ocasión, él nunca actúa como un patán a diferencia de uno de sus compañeros (el prof. Weston, interpretado por Geoffrey Bayldon). Excepto por algunos comentarios hirientes de este último, hay poca intrusión o discusión sobre el tema racial: discretamente le restó importancia al igual que muchas otras situaciones de tensión en la escuela. To Sir... corre como un acogedor, agradable e increíble cuento".
Halliwell's Film and Video Guide lo describe como "no-realista y sentimental" y cita una crítica de Monthly Film Bulletin (probablemente contemporáneo con su versión británica) que afirma que "el guion sentencioso suena como si hubiera sido escrito por un celoso profesor de escuela dominical luego de un boicot particularmente estimulante de afrikáners sudafricanos".
Time Out Film Guide dice que "no se parece a la vida escolar tal como la conocemos" y "la reforma milagrosa del abusivo en una semana antes del plazo (gracias al profesor Poitier) es risible". A pesar de estar de acuerdo con afirmaciones sobre el sentimentalismo de la película, y que le da una clasificación mediocre, el Virgin Film Guide asegura "lo que hace [de esto] una película agradable es la naturaleza mítica del personaje de Poitier. Se las arregla para parecer como una persona real, al mismo tiempo que incorpora todo lo que hay que saber acerca de la moral, el respeto y la integridad".
La película se estrenó y se convirtió en un éxito antes de la aparición de otra película de temática similar, Up the Down Staircase (1967).
To Sir, with love mantiene una calificación de 92% ("fresco") en la opinión global del sitio Rotten Tomatoes. La película recaudó US$ 42.432.803 en las taquillas de Estados Unidos, produciendo US$ 19.000.000 en rentas, con un presupuesto de US$ 640.000, por lo que es la octava película de mayor recaudación en Estados Unidos.

## Banda sonora
La banda sonora de la película cuenta con la participación de la cantante Lulu y el grupo The Mindbenders, con música incidental de Roy Grainer. El álbum original fue lanzado por Fontana Records, fue relanzado en formato CD en 1995. Allmusic le otorgó tres estrellas de cinco.
La canción del título estuvo en el primer puesto del Cash Box Top 100 durante tres semanas.
1. To Sir, with Love - Lulu
2. School Break Dancing "Stealing My Love from Me" - Lulu
3. Thackeray meets Faculty, Then Alone
4. Music from Lunch Break "Off and Running" - The Mindbenders
5. Thackeray Loses Temper, Gets an Idea
6. Museum Outings Montage "To Sir, with Love" - Lulu
7. A Classical Lesson
8. Perhaps I Could Tidy Your Desk
9. Potter's loss of temper in gym
10. Thackeray reads letter about job
11. Thackeray and Denham box in gym
12. The funeral
13. End of Term Dance "It's Getting Harder all the Time" - The Mindbenders
14. To Sir With Love - Lulu

## Premios y reconocimientos

### Golden Laurel
| Año  | Categoría              | Persona           | Resultado |
| ---- | ---------------------- | ----------------- | --------- |
| 1968 | Sleeper del Año        | Sleeper del Año   | Ganador   |
| 1968 | Nuevo rostro femenino  | Judy Geeson       | Candidata |
| 1968 | Nuevo rostro masculino | Christian Roberts | Candidato |

### Premios del Sindicato de Directores
| Año  | Categoría                                              | Persona       | Resultado |
| ---- | ------------------------------------------------------ | ------------- | --------- |
| 1967 | Outstanding Directorial Achievement in Motion Pictures | James Clavell | Candidato |

### Premios Grammy
| Año  | Categoría          | Persona            | Resultado |
| ---- | ------------------ | ------------------ | --------- |
| 1968 | Mejor banda sonora | Mejor banda sonora | Candidato |